# Saison 2006-2007 du Real Madrid
 (mars 2023).
Si vous disposez d'ouvrages ou d'articles de référence ou si vous connaissez des sites web de qualité traitant du thème abordé ici, merci de compléter l'article en donnant les références utiles à sa vérifiabilité et en les liant à la section « Notes et références ».
Chronologie
Saison précédente Saison suivante
La saison 2006-2007 du Real Madrid est la 76e saison consécutive du club madrilène en première division.

## Récit de la saison
Les socios se sont réunis au début du mois de juillet afin de choisir le nouveau président de « la Maison Blanche ». Le 3 juillet dans l'après-midi, c'est finalement Ramón Calderón qui est officiellement intronisé président du Real Madrid, le Monténégrin Predrag Mijatović devenant du même coup le directeur sportif.
Le désir du président est de refaire du Real Madrid un grand club capable de gagner des titres rapidement. C'est dans cette optique qu'il concrétise sa première promesse électorale, le 5 juillet, en faisant venir l'ancien entraineur italien de la Juventus, Fabio Capello, qui de son côté souhaitait quitter son club relégué en Série B (deuxième division du championnat Italien).
Le technicien italien se met tout de suite à la tâche en faisant venir des joueurs permettant de renforcer l'entre jeu madrilène qui faisait défaut ces dernières saisons. Ainsi les joueurs suivants arrivent au club la même semaine :
- Le 25 juillet 2006, Fabio Cannavaro, récent champion du monde avec l'Italie, considéré comme l'un des meilleurs défenseurs centraux au monde et provenant du même club que le nouvel entraineur (Juventus) - Il sera élu ballon d'or France football 2006 le 28 novembre 2006.
- Le 26 juillet 2006, Emerson, milieu défensif brésilien arrive à son tour toujours de la Juventus.
- Le 28 juillet 2006, Fabio Capello fait venir l'un de ses attaquants préférés, Ruud van Nistelrooy qui quitte les Red Devils après y être tombé en disgrâce.

Enfin, le Real Madrid ajoute deux recrues de choix dans les dernières semaines de la période des transferts :
- Le 20 août 2006, le club, après une rude bataille avec l'Olympique lyonnais, parvient à faire signer le milieu défensif malien, Mahamadou Diarra, considéré comme la recrue « numéro 1 » du Real Madrid par son nouvel entraîneur.
- Enfin, le 31 août 2006, les merengues concluent un dernier transfert en parvenant à échanger pour une durée d'un an avec option d'échange définitif, leur milieu offensif Júlio Baptista (arrivé du FC Séville la saison passée) contre l'espagnol, José Antonio Reyes qui souhaitait rentrer au pays.

La saison semble bien commencer pour le club puisque le 23 août 2006, il remporte son premier trophée, le trophée amical Santiago Bernabéu, aux dépens du club belge d'Anderlecht grâce notamment à deux buts de Ruud van Nistelrooy. Néanmoins, même si le club débute plutôt bien le championnat en figurant parmi le trio de tête après les cinq premières journées, il montre toujours des carences sur la scène européenne avec une nouvelle défaite contre l'Olympique lyonnais (2-0) sur un score qui aurait pu être bien plus large.
Au premier mercato d'hiver de la présidence Calderón, le recrutement se veut rajeuni et audacieux. Ainsi ont signé :
- le 16 novembre 2006 : Marcelo, défenseur latéral gauche brésilien qui tentera de faire oublier son idole Roberto Carlos, une fois que ce dernier sera parti du club (il partira en juin 2007 au Fenerbahce),
- le 20 décembre 2006 : Gonzalo Higuaín, jeune attaquant franco-argentin de 19 ans en provenance de CA River Plate. Ce joueur prometteur, né en France, a été pré-sélectionné en équipe nationale par la France et l'Argentine mais a finalement choisi l'Albiceleste,
- le 22 décembre 2006 : Fernando Gago, milieu défensif italo-argentin (international argentin) de Boca Juniors de 20 ans. On dit de lui qu'il est le nouveau Fernando Redondo, que les socios n'ont jamais oublié.

L'arrivée de Fabio Capello ne suffit néanmoins pas à améliorer de façon notable les résultats du club. Fin 2006 et début 2007, il n'hésite plus à écarter des cadres de l'équipe dont ceux qui sont arrivés au club à l'été 2006 :
- Le 11 janvier 2007, la superstar anglaise David Beckham annonce son départ du club à l'été 2007 à la fin de son contrat pour le club du Los Angeles Galaxy moyennant un salaire annuel estimé à 38 millions d'euros. Capello annonce même le jour suivant qu'il a décidé de ne plus avoir recours à Beckham jusqu’à la fin de son contrat.
- D'autres joueurs sont considérés comme indésirables par le technicien italien : Ronaldo, le Brésilien, meilleur buteur de l'histoire de la Coupe du monde depuis 2006 ainsi qu'Antonio Cassano, l'Italien, arrivé seulement l'année passée, sont priés d'aller voir ailleurs car ils n'entrent pas dans le schéma tactique de l'équipe (on peut supposer que le comportement jugé irrespectueux de Cassano envers Capello y est aussi pour quelque chose).
- Enfin, des membres de l'équipe sont fortement critiqués et notamment les nouvelles recrues de l'été qui sont jugées inefficaces par Capello : le club envisage le recrutement d'un défenseur central supplémentaire pour pallier le manque d'efficacité du défenseur central italien Fabio Cannavaro, Ballon d'or 2006 et élu meilleur joueur FIFA de l'année 2006 («Il joue mal et ne gagne plus aucun ballon » dit de lui son entraîneur). La paire de milieux de terrain recrutée à l'été, à savoir le Brésilien Emerson et le Malien Mahamadou Diarra, sont eux aussi critiqués. Seul Ruud van Nistelrooy semble donner satisfaction à l'entraineur.

Certes les recrues n'ont pas donné l'efficacité attendue et le club est en pleine reconstruction, néanmoins Fabio Capello apparait dépassé et il se murmure déjà de nombreuses rumeurs sur son éventuel remplacement à l'été, le nom de José Mourinho, alors entraineur de Chelsea étant cité.
À la surprise de tous - direction, supporters et médias - le célèbre clasico qui devait matérialiser l'échec des tactiques italiennes, a démontré que Fabio Capello était bel et bien l'homme de la situation. Le Real Madrid, nouvelle version rajeunie, a failli humilier le Barça au Camp Nou devant les dizaines de milliers de Catalans qui ont assisté au choc. Ce n'est que grâce au jeune prodige argentin, Lionel Messi, auteur d'un triplé extraordinaire, que le Barça a pu décrocher le nul (3-3) dans les derniers instants du match. Depuis lors, le Real n'a cessé d'impressionner. À la veille de la 33e journée, il occupe la troisième place à deux longueurs du Barça, le leader du championnat mais qui souffre, et à une seule du FC Séville après s'être imposé face au Gimnàstic de Tarragona (2-0), au Celta Vigo (2-1), à Osasuna (2-0), face à Valence (2-1) et à San Mamés face à Bilbao (4-1). Seule une défaite injuste, marquée par de flagrantes erreurs d'arbitrage, contre le Racing Santander (1-2) risquait de nuire aux efforts de l'équipe. Après sa victoire lors de la 33e journée face au FC Séville (qui était alors classé deuxième) sur le score de 3-2 (avec notamment un doublé de van Nistelrooy), le club madrilène est l'équipe en forme et met la pression sur le FC Barcelone, premier au classement. Puis le club devient revient à égalité de points avec Barcelone, les deux clubs ayant 66 points chacun, mais le Real est considéré premier par la règle des confrontations directes en vigueur dans la Liga, le Real ayant battu Barcelone au match aller (2-0) et fait match nul (3-3) au match retour au Camp Nou. Lors de la 35e journée de la Liga, le Real Madrid vient difficilement à bout du Recreativo de Huelva, grâce à un but à la dernière minute du défenseur brésilien Roberto Carlos et conserve sa place de leader. Il gagne ensuite 3-1 face au Deportivo La Corogne grâce à des buts de Raúl, Sergio Ramos et Ruud van Nistelrooy. Le Real conserve sa place de leader avant un déplacement à Saragosse, déplacement qu'il gère bien puisqu'il accroche un match nul décisif sur un doublé de van Nistelrooy (56e, 1-1 ; 89e, 2-2), permettant au club madrilène de rester 1er au classement de la Liga. Le Real réussira péniblement à garder cet avantage lors de la dernière journée le 17 juin 2007. Menés 1-0 à la mi-temps contre Majorque, les Merengues remportent finalement le match 3-1 grâce à José Antonio Reyes qui marque deux fois  et Mahamadou Diarra. Le Real remporte ainsi son 30e titre de Champion d'Espagne.
Le 19 juin 2007, le journal espagnol AS confirme que Fabio Capello sera remplacé sur le banc de touche du Real Madrid par l'actuel entraineur allemand de Getafe, Bernd Schuster, après la finale de la Copa del Rey que Schuster dispute avec son club de Getafe contre le FC Séville (score 0-1), le 23 juin. Le technicien italien avait pourtant affirmé la veille son envie de rester au club estimant avoir réussi l'objectif fixé par le président au début de la saison et souhaitant permettre au club de « gagner la Ligue des Champions».  Le 28 juin 2007, le Real Madrid décide de limoger Fabio Capello et son successeur Bernd Schuster est présenté officiellement le 9 juillet 2007. Cette fin de saison voit aussi les départs de joueurs comme David Beckham (Los Angeles Galaxy) et Roberto Carlos (Fenerbahçe).
Au début du mois de juillet 2007, le Real Madrid recrute le Portugais Pepe (défenseur central en provenance du FC Porto pour une somme de 30 millions d'euros), l'Allemand Metzelder (venu de Dortmund gratuitement), l'Argentin Saviola (laissé libre par le FC Barcelone) et le gardien polonais Dudek (venu gratuitement de Liverpool). On annonce également le Néerlandais Arjen Robben (Chelsea), l'Espagnol José Antonio Reyes (Arsenal) et le Néerlandais Royston Drenthe (Feyenoord Rotterdam).
Au début du mois d'août, on annonce alors que Reyes a signé finalement à l'Atlético, le rival madrilène des Merengues. Mais le Real ne perd pas de temps puisqu'il est annoncé qu'il aurait fait une offre de 40 millions pour s'offrir les services de deux géants d'Europe : le jeune joueur néerlandais Arjen Robben et le capitaine de l'équipe nationale allemande, Michael Ballack.
Le Real Madrid prolonge les contrats de Sergio Ramos et de Miguel Torres jusqu'en 2013. Le 9 août 2007, le club réussit à recruter le néerlandais Drenthe du Feyenoord Rotterdam pour 14 millions d'euros, puis 3 jours plus tard, il recrute un autre Néerlandais, Wesley Sneijder, pour 27 millions d'euros. Le 22 août, c'est au tour de Arjen Robben (36 millions d'euros) et du défenseur international argentin Gabriel Heinze (12 millions d'euros) de rejoindre la maison blanche.

## Championnat
Le Real Madrid est champion d'Espagne cette saison-là.